# Hard Knocks (album)
Hard Knocks è un album di Joe Cocker pubblicato il 1º ottobre 2010 dalla Columbia Records.

## Tracce
1. Hard Knocks (Marc Broussard/Maxwell Aaron Ramsey/Shannon Sanders) - 3:24
2. Get On (Matt Serletic/Danny Myrick/Stephanie Bentley) - 3:28
3. Unforgiven (Mitch Allan/Kara DioGuardi/Nick Lachey/Dave Hodges) - 4:14
4. The Fall (Matt Serletic/Danny Myrick/Aimée Proal) - 3:49
5. So It Goes (Matt Serletic/Jeffrey Steele/Danny Myrick) - 3:21
6. Runaway Train (Ollie Marland) - 3:27
7. Stay The Same (Matt Serletic/Danny Myrick/Stephanie Bentley) - 4:39
8. Thankful (Matt Serletic/Kara DioGuardi) - 3:59
9. So (Chantal Kreviazuk/Thomas "Tawgs" Slater) - 3:56
10. I Hope (Kevin Moore/Martie Maguire/Natalie Maines/Emily Robison) - 4:46
11. Forever Changed - 3:51 - iTunes bonus track

### Bonus Track dellaLimited Live Edition
1. Hard Knocks (Marc Broussard/Maxwell Aaron Ramsey/Shannon Sanders)
2. Get On (Matt Serletic/Danny Myrick/Stephanie Bentley)
3. Unforgiven (Mitch Allan/Kara DioGuardi/Nick Lachey/Dave Hodges)
4. Thankful (Matt Serletic/Kara DioGuardi)
5. You Are So Beautiful (Newman)
6. With a Little Help from My Friends (Lennon/McCartney)

## Formazione
- Joe Cocker - voce
- Matt Chamberlain - batteria
- Matt Serletic - tastiera, programmazione
- Ray Parker Jr. - chitarra
- Glenn Worf - basso
- Josh Freese - batteria
- Joel Shearer - chitarra
- Greg Morrow - batteria
- Tom Bukovac - chitarra
- Steve Nathan - sintetizzatore, pianoforte, organo Hammond
- Tim Pierce - chitarra
- Chris Chaney - basso
- Dorian Crozier - batteria
- Kenny Greenberg - chitarra
- Stevie Blacke - viola, violino, violoncello
- Ron King - tromba
- Jeff Babko - trombone
- Robyn Troup, Sherree Brown, Rick King, Mabvuto Carpenter, Stephanie Bentley, Kim Keys, Ashley Cleveland, Judson Spence - cori

Note aggiuntive
- Matt Serletic - produttore